# Anisotacrus konishii
Anisotacrus konishii är en stekelart som beskrevs av Dmitriy R. Kasparyan 2007. Anisotacrus konishii ingår i släktet Anisotacrus och familjen brokparasitsteklar. Inga underarter finns listade i Catalogue of Life.